# Градишке Лазе
Градишке Лазе (словен. Gradiške Laze) — поселення в общині Шмартно-при-Літії, Осреднєсловенський регіон, Словенія. 
Висота над рівнем моря: 262,9 м.